# Schlangenmakrele
Die Schlangenmakrele (Gempylus serpens) ist die namensgebende Art der Familie der Schlangenmakrelen (Gempylidae). Ihr schlangenartiger Körper mit anguilliformer, „schlängelnder“ Schwimmweise ermöglicht ihr die Annäherung an Opfer, ohne als großer Raubfisch erkannt zu werden. Wie auch 12 andere der 16 Arten der Gempylidae wird die Art in eine monotypische Gattung gestellt. 
Recht bekannt wurde die Schlangenmakrele durch ein Photo Thor Heyerdahls, als ein Exemplar mit einer großen Welle auf sein Floß Kon Tiki geschwemmt wurde.

## Aussehen
Es handelt sich um einen in allen Meeren recht häufigen, ziemlich kompressen  Fisch der Tropen und Subtropen. Man bekommt ihn nur selten zu Gesicht, weil er Dunkelheit liebt und tagsüber nicht in Oberflächennähe bleibt, sondern in dämmrige Tiefen (bis ca. 700 m) absinkt; abends steigt er wieder empor. Dank großer Augen ist er vorwiegend optisch orientiert (beim Übergang zum mesopelagischen Leben verliert der Fisch die Zapfen in der Retina). Seine Färbung ist ein dunkles Silber-Braun, auch die Flossen sind so gefärbt, z. T. fast schwarz. Das Gebiss sieht bedrohlich aus und besteht neben kleineren Zähnen aus einer Reihe großer, bogiger Fänge, besonders im Oberkiefer. Der Unterkiefer ist vorne etwas ausgezogen. Die Seitenlinie ist vom Hinterrand des Kiemendeckels weg geteilt: der dorsale Ast verläuft dorsal bis unter die D2, der ventrale gerade zur zweilappigen Schwanzflosse. Die Länge übersteigt kaum 1 m. Der Fisch ist 15–19 mal länger als hoch; der Kopf misst fast 1/6 der Gesamtlänge.- 48–55 Wirbel.
Flossenformel: D1 XXVI–XXXII, D2 I/10–14, A II/10–12 (Stacheln sehr kurz) – gefolgt von 5–6 bzw. 5–7 Flösseln. P 11–14. V I/3–4, wobei der Stachel (bei Jungfischen noch lang) beiden Flossen gemeinsam ist; bei Geschlechtsreifen sind die V winzig.

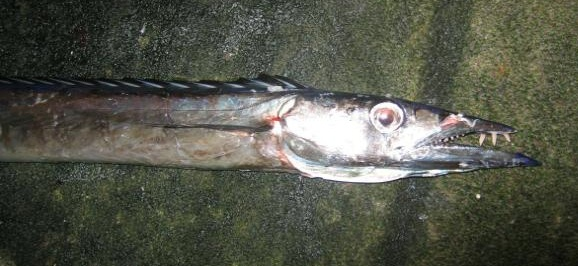
Kopf der Schlangenmakrele (Bezahnung!)

## Vorkommen
Generell zwischen 42°N und 40°S. (In großer Küstenferne seltener.) Selten an den Küsten Labradors, S-Englands, Patagoniens, S-Australiens, Tasmaniens, S-Neuseelands, Britisch-Columbias, aber auch Bangladesch' bis Insulindes. Erwachsene dringen offenbar gern ins Kältere vor: Einzelfänge bis zur Beringstraße, zum Weißen Meer, bis Grönland und Feuerland; aber auch im westlichen Mittelmeer, der Ägäis und im südl. Roten Meer. Kommt infolge Klimawandels nun auch häufiger in die Nordsee. Möglicherweise kann man die „Art“ in mehrere zerlegen, z. B. aufgrund unterschiedlicher Wirbelzahlen.

## Verhalten und Bedeutung
Der sonst „einzelgängerische“ Fisch laicht das ganze Jahr in wärmeren Meeresteilen oberflächennah; die Larven ernähren sich von Plankton und leben daher epipelagisch, in durchlichteten Schichten. Die Jungfische gehen zur „räuberischen“ Lebensweise über und beginnen ihre Jagd auf kleinere Fische (z. B. Laternenfische), Tintenfische und nektische Krebstiere. Geschlechtsreif wird Gempylus ab etwa 40 (Männchen) bzw. 50 cm Länge. Die Eier werden verstreut im Freiwasser abgesetzt. Gezielt befischt werden Schlangenmakrelen kaum; aber als Beifang erbeutet eignen sie sich für verschiedene Zubereitungen. Den Polynesiern auf Hawaii galten sie übrigens als geringwertig. Als Nahrung sind sie wichtig z. B. für Istiophoridae (Segelfische), Thune und Delphine.

## Benennung
„Gempylus“ scheint von Cuvier 1829 geprägt worden zu sein im Anschluss an γαμφηλαί, „Kiefer“ (Mz., d. h. Ober- und Unterkiefer) und (lat.) serpens = „Schlange“, von serpere „(beinlos dahin) kriechen“. Möglicherweise hat aber schon Bory de St.-Vincent (1804) dieses Tier beschrieben unter dem Gattungsnamen „Acinacea“ (lat.: „die Schlauchförmige“), so dass für die Familie sogar noch der alte Name Acinaceidae zu finden ist. Hans Sloane hatte es unter „serpens marinus“ verzeichnet, und so ist es nicht verwunderlich, dass es als treif gilt, zumal es kaum sichtbare Schuppen hat (koscher kann nur Schuppen-Fisch sein).

## Einzelbelege
1. ↑  Walbaum beschrieb den Fisch 1792 als „Muraena compressa“!
2. ↑  Shaun P. Collin, N. Justin Marshall (Hrsg.): Sensory Processing in Aquatic Environments. Springer, New York NY u. a. 2003, ISBN 0-387-95527-5.